# Bisdom Ilagan
Het bisdom Ilagan (Latijn: Dioecesis Ilaganensis) is een rooms-katholiek bisdom met als zetel Gamu, op de Filipijnen. Tot 2013 was het gezeteld in Ilagan. Het bisdom is suffragaan aan het aartsbisdom Tuguegarao. 

## Geschiedenis
Het bisdom werd opgericht op 31 januari 1970, uit delen van het bisdom Tuguegarao, en was suffragaan aan het aartsbisdom Nueva Segovia. Op 21 september 1974 veranderde het van kerkprovincie en werd suffragaan aan het nieuw verheven aartsbisdom Tuguegarao.  

## Parochies
Het bisdom had in 2021 een oppervlakte van 12.414 km2 en telde 1.719.400 inwoners waarvan 78,6% rooms-katholiek was.

## Bisschoppen
- Francisco Raval Cruces (4 maart 1970 - 22 augustus 1973)
- Miguel Gatan Purugganan (21 januari 1974 - 26 juli 1999)
- Sergio Lasam Utleg (26 juli 1999 - 13 november 2006; coadjutor sinds 10 februari 1997)
- Joseph Benedict Amangi Nacua (10 juni 2008 - 25 februari 2017)
  - Prudencio Padilla Andaya Jr. (apostolisch administrator: 25 februari 2017 - 14 november 2018)
- David William Valencia Antonio (14 november 2018 - heden)

## Galerij van afbeeldingen

Wapen van het bisdom
Voormalig wapen van het bisdom
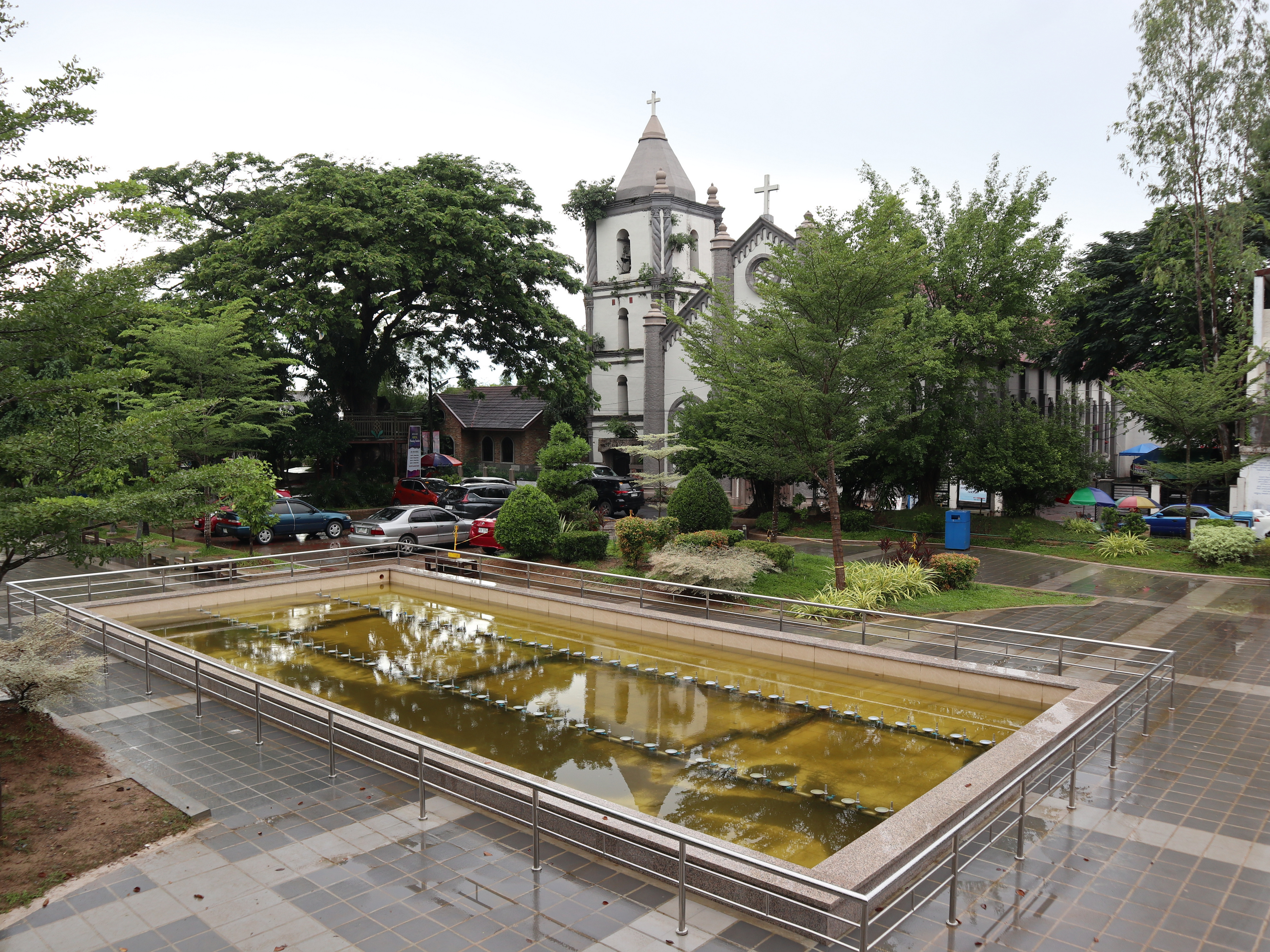
De voormalige kathedraal in Ilagan was tot 2013 kathedraal van het bisdom

Tuguegarao (aartsbisdom) · Batanes (territoriale prelatuur) · Bayombong · Ilagan